# Adorazione dei pastori (Georges de La Tour)
L'Adorazione dei pastori è un dipinto del pittore francese Georges de La Tour  realizzato nel 1644 e conservato al Museo del Louvre a Parigi in Francia.

## Descrizione e stile
Questo è uno dei temi più rappresentati nella storia dell'arte non solo da pittori come Caravaggio, El Greco o Giorgione  ma anche da scultori come Damiàn Forment. Si basa sull'episodio evangelico del Vangelo di Luca 2: 15-20 in cui i pastori, dopo aver ricevuto il messaggio dagli angeli che il messia è nato, si recarono a Betlemme per confermare la notizia.
La scena è in un crepuscolo molto realistico causato dalla luce lieve di una candela che tiene in mano San Giuseppe. I pastori, una donna, Maria e San Giuseppe sono circondati da Gesù bambino. Un agnellino sembra consegnare un ramoscello di foglie come offerta al bambino.